# Керчик (станция)
Ке́рчик — станция (населённый пункт) в Октябрьском районе Ростовской области.
Входит в состав Керчикского сельского поселения.

## География
Керчик находится в 33 км к северо-востоку от райцентра, пгт Каменоломни, и в 30 км к востоко-северо-востоку от центра города Шахты.
Располагается на водоразделе Аксая и Кундрючьей, к северу от истока одноимённой реки.

### Улицы
На станции находятся три улицы:
- ул. Мелиховская
- ул. Победы,
- ул. Степная.

## Население
| 2010 |
| ---- |
| 33   |